# Hotel Perla
Hotel Perla je hotel v Novi Gorici. Nahaja se ob Kidričevi ulici.

## Zgodovina zgradbe
Načrte za zgradbo hotela Argonavti je naredil arhitekta Niko Lehrman, gradnja je trajala od leta 1971 do 1976. Operater hotela je bilo ljubljansko podjetje Alpe-Adrija.
Po letu 1984, je podjetje Iskra Delta v stavbi imelo izobraževalni center Delta.
Od leta 1993 pa deluje v stavbi hotel po imenu Perla.